# Атлант (молодёжный хоккейный клуб)
СМО МХК «Атлант» — молодёжная команда по хоккею с шайбой из города Мытищи Московской области. Образована на основе фарм-клуба «Атлант» «Атлант-2» под наименованием «Мытищинские атланты». Начиная с  2009 года выступает в Чемпионате МХЛ.

## Достижения
- Бронзовый призёр чемпионата Молодёжной хоккейной лиги сезона 2011/2012;
- Обладатель Кубка победителя Западной конференции по итогам регулярного чемпионата 2012/2013;
- Обладатель Кубка губернатора Тульской области 2020;
- Победитель Традиционного турнира по хоккею памяти лётчика-космонавта П. И. Беляева 2021; 2022.

## Лучшие бомбардиры
- 2009/10 — Арсений Кардаильский — 46 (22+24)
- 2010/11 — Денис Давыдов — 42 (20+22)
- 2011/12 — Сергей Шмелёв — 61 (26+35)
- 2012/13 — Никита Сошников — 72 (38+34)
- 2013/14 — Вячеслав Лещенко — 41 (19+22)
- 2014/15 — Камиль Шиафотдинов — 58 (25+33)
- 2015/16 — Александр Жебелев — 29 (15+14)
- 2016/17 — Денис Шинкаренко — 33 (19+14)
- 2017/18 — Дмитрий Силантьев — 35 (17+18)
- 2018/19 — Дмитрий Силантьев — 56 (23+33)
- 2019/20 — Даниэль Усманов — 44 (12+32)
- 2020/21 — Никита Миллер — 48 (24+24)
- 2021/22 — Григорий Селезнёв — 65 (29+36)
- 2022/23 — Арсений Крицын — 38 (16+22)
- 2023/24 - Ярослав Арефьев - 50 (17+33)

## Тренерский штаб
- Главный тренер - Николай Лемтюгов
- Старший тренер - Олег Кваша
- Тренер - Андрей Царегородцев
- Тренер - Андрей Агапов

## Ежегодные результаты

### Регулярный чемпионат
Примечание: И — количество игр, В — выигрыши в основное время, ВО — выигрыши в овертайме, ВБ — выигрыши по буллитам, ПО — проигрыши в овертайме, ПБ — проигрыши по буллитам, П — проигрыши в основное время, ГЗ — голов забито, ГП — голов пропущено, О — очки.
| Сезон     | И  | В  | ВО | ВБ | ПБ | ПО | П  | ГЗ  | ГП  | О   |
| --------- | -- | -- | -- | -- | -- | -- | -- | --- | --- | --- |
| 2009-2010 | 66 | 19 | 1  | 5  | 4  | 2  | 35 | 209 | 259 | 75  |
| 2010-2011 | 54 | 25 | 4  | 5  | 1  | 1  | 18 | 188 | 151 | 95  |
| 2011-2012 | 60 | 30 | 5  | 4  | 5  | 1  | 15 | 209 | 158 | 114 |
| 2012-2013 | 64 | 39 | 5  | 2  | 3  | 1  | 14 | 257 | 167 | 135 |
| 2013-2014 | 56 | 27 | 0  | 1  | 4  | 0  | 24 | 145 | 135 | 87  |
| 2014-2015 | 55 | 31 | 2  | 3  | 4  | 0  | 15 | 197 | 140 | 107 |
| 2015-2016 | 42 | 13 | 0  | 1  | 2  | 2  | 24 | 103 | 125 | 45  |
| 2016-2017 | 56 | 13 | 0  | 1  | 1  | 2  | 39 | 119 | 196 | 44  |
| 2017-2018 | 64 | 19 | 0  | 5  | 2  | 1  | 37 | 123 | 172 | 70  |
| 2018-2019 | 64 | 19 | 1  | 1  | 3  | 2  | 38 | 151 | 211 | 47  |
| 2019-2020 | 64 | 23 | 0  | 2  | 4  | 3  | 32 | 159 | 177 | 57  |
| 2020-2021 | 64 | 29 | 4  | 5  | 3  | 0  | 23 | 202 | 187 | 79  |
| 2021-2022 | 64 | 19 | 0  | 2  | 4  | 3  | 36 | 167 | 207 | 49  |
| 2022-2023 | 54 | 23 | 1  | 5  | 5  | 4  | 16 | 167 | 143 | 67  |

### Плей-офф чемпионата Молодёжной хоккейной лиги
- Сезон 2009—2010

Участие не принимали
- Сезон 2010—2011

1/8 финала: Мытищинские Атланты — ХК Рига — 3:0 (5:4Б, 6:2, 4:2)
1/4 финала: Мытищинские Атланты — Красная армия — 0:3 (1:5, 2:3, 0:5)
- Сезон 2011—2012

1/8 финала: Мытищинские Атланты — ХК Рига — 3:2 (4:5, 3:1, 2:3Б, 6:5OT, 4:2)
1/4 финала: Мытищинские Атланты — Амурские тигры — 3:0 (5:4Б, 4:2, 2:1)
1/2 финала: Мытищинские Атланты — Красная армия — 1:3 (2:3, 3:5, 5:4, 3:5)
- Сезон 2012—2013

1/8 финала: Атланты — ХК Рига — 3:0 (7:1, 7:1, 7:1)
1/4 финала: Атланты — ХК МВД — 2:3 (1:0 Б, 3:1, 2:4, 2:4, 3:5)
- Сезон 2013—2014

1/16 финала: Атланты — Алмаз — 2:3 (2:3, 1:5, 4:1, 4:3, 0:3)
- Сезон 2014—2015

1/16 финала: Атланты — СКА-Серебряные Львы — 3:1 (3:2, 4:1, 1:4, 6:0)
1/8 финала: Атланты — Алмаз — 0:3 (1:5, 3:4ОТ, 1:3)
- Сезон 2015—2016

Участие не принимали
- Сезон 2016—2017

Участие не принимали
- Сезон 2017—2018

Участие не принимали
- Сезон 2018—2019

Участие не принимали
- Сезон 2019—2020

Участие не принимали
- Сезон 2020—2021

1/4 финала: СМО МХК Атлант — МХК Динамо М — 0:3 (2:7, 0:6, 0:3)
- Сезон 2021—2022

Участие не принимали

## Участники Кубка Вызова МХЛ
- 2010 — Максим Колесник З
- 2011 — Антон Лазарев Н
- 2012 — Станислав Глазунов З, Павел Чернов Н
- 2013 — Станислав Глазунов З, Егор Алёшин Н, Никита Сошников Н
- 2014 — Вячеслав Лещенко Н
- 2015 — Камиль Шиафотдинов Н
- 2016 — Александр Жебелев Н
- 2017 — Александр Ермаков Н
- 2018 — Павел Правило Н
- 2019 — Артём Терещенко З
- 2020 — Роман Дарьин Н
- 2022 — Никита Некрасов З